# María Ólafsdóttir Grós
María Ólafssdóttir Grós (Akureyri, 5 februari 2003) is een voetbalspeelster uit IJsland. Ze speelt als aanvaller voor Linköpings FC in de Damallsvenskan.

## Clubcarrière
Ólafsdóttir Grós begon met voetballen bij de gezamenlijke vrouwenvoetbalcombinatie Þór Akureyri en KA Akureyri. Hiervoor maakte ze in 2019 haar debuut in de Urvalsdeild, het hoogste vrouwenvoetnalniveau van IJsland. Tot 2021 zou Ólafsdóttir Grós uitkomen voor de club uit Noord-IJsland. 
In 2021 maakte ze de overstap naar het Schotse Celtic FC. Hier voetbalde ze één seizoen waarna ze weer vertrok uit Schotland. Ze keerde terug bij Þor/KA Akureyri waar ze het seizoen 2022 afmaakte.
Op 31 januari 2023 tekende Ólafsdóttir Grós een contract bij Fortuna Sittard in de Vrouwen Eredivisie.
Op 3 februari 2023 maakte van Ólafsdóttir Grós haar debuut voor Fortuna Sittard in de Vrouwen Eredivisie in een uitwedstrijd tegen Sc Heerenveen door in te vallen voor Charlotte Hulst in de 88ste minuut.
Ólafsdóttir Grós tekende op 12 juli 2023 een nieuwe verbintenis bij Fortuna Sittard dat haar tot medio 2024 aan de club verbindt. In een thuiswedstrijd tegen Telstar op 24 november 2023 maakte Ólafsdóttir Grós haar eerste doelpunt in dienst van de Fortunezen door in de 4de minuut Telstar keepster Kelly Steen te passeren. In de 28ste minuut van diezelfde wedstrijd wist ze opnieuw te scoren. 
In juli 2024 verliet Ólafsdóttir Grós Sittard voor een overstap naar het Zweedse Linköpings FC.

## Statistieken
| Seizoen   | Club            | Land      | Competitie                      | Wedstrijden | Doelpunten |
| --------- | --------------- | --------- | ------------------------------- | ----------- | ---------- |
| 2019-2021 | Þor/KA Akureyri | IJsland   | Urvalsdeild                     | 54          | 0          |
| 2021/22   | Celtic FC       | Schotland | Scottish Women's Premier League | 3           | 4          |
| 2022/23   | Fortuna Sittard | Nederland | Eredivisie                      | 9           | 1          |
| 2023/24   | Fortuna Sittard | Nederland | Eredivisie                      | 22          | 5          |
| 2024      | Linköpings FC   | Zweden    | Damallsvenskan                  | 12          | 1          |
| Totaal    | Totaal          | Totaal    | Totaal                          | 89          | 12         |

Laatste update: 10 december 2024

### Interlandcarrière
María Ólafsdóttir Grós is jeugdinternational van IJsland onder 17 en onder 19 geweest.